# نادي سيليك زينيكا
نادي سيليك زينيكا هو نادي كرة قدم من البوسنة و الهرسك تأسس عام 1945 يلعب في دوري البوسنة والهرسك الممتاز